# La tragedia del silencio
Vous lisez un « article de qualité » labellisé en 2014.
Pour plus de détails, voir Fiche technique et Distribution.
La tragedia del silencio (littéralement en français « La Tragédie du silence ») est un long métrage muet colombien en noir et blanc réalisé par Arturo Acevedo Vallarino et présenté au public pour la première fois le 18 juillet 1924 au théâtre Faenza de Bogota, en Colombie. Considéré comme le premier film entièrement colombien, il relate l'histoire d'un homme qui serait atteint de la lèpre. Par ailleurs, c'est le seul film colombien durant la période du cinéma muet pour lequel une musique originale, interprétée durant la projection, ait été composée, cette dernière ayant été écrite par Alberto Urdaneta Forero.
Lors de sa première exploitation en salle, ce long métrage est bien reçu par le public et par la critique. Il est ensuite exploité au Panama et au Venezuela où le succès est également au rendez-vous. Ce film est l'un des premiers exemples de l'importance que donne la Colombie à l'image véhiculée par son cinéma national. En effet, à cause du thème de la lèpre qui y est abordé, il est critiqué par certains commentateurs qui craignent une répercussion négative sur l'image du pays. Même si ce film n'existe dorénavant plus dans sa version intégrale, la Fundación Patrimonio Fílmico Colombiano est cependant parvenue à en conserver dans ses archives un extrait d'une durée de 22 minutes et 45 secondes.

## Synopsis
D'après ce qui peut être visualisé sur le fragment conservé de La tragedia del silencio, l'histoire semble être centrée sur le drame vécu par un homme qui serait atteint de la lèpre,. L'homme, un ingénieur, travaille pour une entreprise ferroviaire et passe son temps libre à élaborer les plans de l'orphelinat d'un ami de la famille, le père Alberto. Une fois mis au courant de sa maladie à la suite d'examens en laboratoire, le protagoniste décide de l'annoncer à son épouse et à sa fille. Un étudiant dont il est le tuteur en profite alors pour courtiser sa femme. Finalement, alors qu'il est sur le point de se suicider, l'homme apprend que le diagnostic de sa maladie est erroné, un auxiliaire ayant confondu différents résultats de tests. Il surmonte alors l'adversité et sauve son amour conjugal.

## Fiche technique

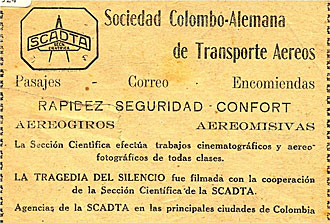
Annonce du film par la SCADTA dans la revue Cine Colombia en mai 1924.

- Titre : La tragedia del silencio[3] (en français, littéralement « La Tragédie du silence »)
- Réalisation : Arturo Acevedo Vallarino[3]
- Directeur de la photographie : Hernando Bernal[3]
- Musique : Alberto Urdaneta Forero
- Société de production : Acevedo e Hijos[4]
- Pays d'origine : Colombie
- Format : Noir et blanc - Muet - 35 mm[3]
- Durée : Long métrage[3] (durée originelle inconnue)
- Genre : Fiction[3], mélodrame romantique[5]
- Dates de sortie : 
  -  Colombie : le 18 juillet 1924 au théâtre Faenza de Bogota[6] et le 9 octobre 1924 au théâtre Junín de Medellín[3].

## Distribution

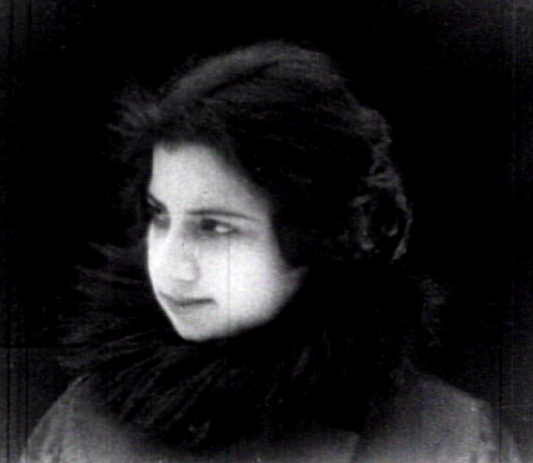
L'actrice Lely Vargas, dans le film.

Les acteurs ayant joué dans La tragedia del silencio sont :
- Lely Vargas
- Alberto López Isaza
- Gonzalo Acevedo Bernal, dans le rôle de l'étudiant[2]
- Isabel Vargas S.
- Alberto de Argáez
- Inés Niño Medina
- Germán Santacoloma
- Mercedes Niño Medina
- Jorgito Acevedo González

## Production

### Projet
Arturo Acevedo Vallarino, producteur et directeur d'une compagnie nationale de théâtre à Antioquia, est l'un des pionniers du cinéma colombien. En effet, après l'introduction de films étrangers en Colombie, les théâtres ne sont plus aussi rentables et Acevedo décide de créer une maison de production, Acevedo e Hijos (« Acevedo et Fils ») en 1920. Cette compagnie cinématographique est connue dans un premier temps sous le nom de Casa Cinematográfica Colombia avant de voir son nom changé, Arturo Acevedo Vallarino se faisant aider par ses quatre fils.
Selon le critique de cinéma colombien Luis Alberto Álvarez, afin de promouvoir leurs productions cinématographiques en les publiant sous forme romanesque, les Acevedo décident de lancer une revue à la vente, Cine Colombia. Le premier numéro est publié le 1er mai 1924. Dans ce numéro paru quelques mois avant la sortie en salle de La tragedia del silencio, l'article principal dévoile le prologue et les quatre premiers chapitres de cette œuvre cinématographique avec un certain « H. González Coutin » en tant qu'auteur. La partition musicale du film, écrite par Alberto Urdaneta Forero, est également reproduite dans ce numéro. Selon le chercheur colombien Gonzalo Díaz Cañadas dans une publication de novembre 1986, El patrimonio fílmico del Chocó, le film serait une adaptation cinématographique réalisée par « le docteur Arturo Acevedo Vallarino à partir de la nouvelle du Chocoan Heliodoro González Coutin. »

### Réalisation

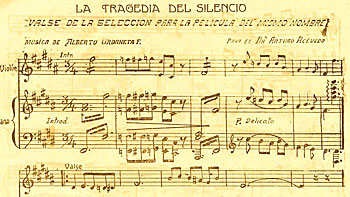
Partition de la musique du film composée par Alberto Urdaneta Forero.

Le film est tourné dans des studios provisoires situés dans la maison d'un curé nommé Moreira, à l'emplacement actuel du théâtre Jorge Eliécer Gaitán. Acevedo se sert de la première caméra Pathé arrivée à Bogota, dotée d'une lentille de 45 mm, et utilise une pellicule vierge Kodak Ektachrome. Les produits chimiques utilisés pour la réalisation du film sont achetés à Óptica Alemana, une société située à Bogota et fondée en 1914 par l'Allemand Ernesto Schmidt Mumm,. Le tirage photographique est effectué par la section scientifique de la compagnie aérienne SCADTA.
Avec La tragedia del silencio, la société de production Acevedo e Hijos est la première à réaliser un long métrage entièrement colombien, c'est-à-dire dont aussi bien les acteurs que la production ou le réalisateur viennent de Colombie,. En effet, le premier film de ce cinéma national, El drama del 15 de octubre (1915), est réalisé par les frères italiens Francesco et Vincenzo Di Domenico. Puis, pour María (1922), ce sont les Espagnols Alfredo del Diestro et Máximo Calvo Olmedo qui réalisent tandis que le rôle de la mère d'Efraín est joué par l'actrice mexicaine Emma Roldán.
Enfin, La tragedia del silencio est le seul film colombien, durant la période du cinéma muet, à avoir une musique originale,. La musique est spécialement composée par Alberto Urdaneta Forero (1895-1954) afin d'accompagner le film lors de sa projection et sa partition paraît dans la revue Cine Colombia du 1er mai 1924.

## Accueil

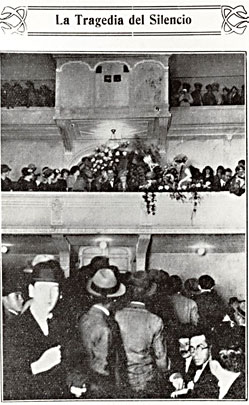
Spectateurs au théâtre Faenza de Bogota pour la sortie du film.

La stratégie de promotion du film se base sur le sentiment nationaliste en annonçant que La tragedia del silencio est le premier film authentiquement colombien. La première projection publique a lieu le 18 juillet 1924 au théâtre Faenza à Bogota et attire de nombreux spectateurs. Ce soir-là, plusieurs incidents techniques se produisent : panne de courant, dérèglements du projecteur et divers autres soucis, notamment dus à la nervosité d'Acevedo et de ses fils, du directeur du théâtre, Joaquín de Francisco, et de l'opérateur, Gustavo de Francisco. Le film est cependant bien reçu par le public et par la presse, même si certains spectateurs se plaignent de sa mauvaise qualité d'image. Pour la première fois, de longues files d'attente se forment pour venir voir un film colombien. Ainsi, le théâtre fait salle comble lors des 17 présentations qui ont lieu dans la capitale. Mais, selon Gonzalo Acevedo Bernal, le fils d'Arturo, « le succès économique [est] faible,. »
La tragedia del silencio est présenté au public de Medellín le 9 octobre 1924 au théâtre Junín inauguré cinq jours auparavant. La salle peut recevoir plus de 4 000 spectateurs. Dès le lendemain, il reçoit les éloges de la presse locale et il est, par ailleurs, valorisé en tant que film ouvrant la voie au développement de l'industrie cinématographique colombienne. À la suite de cette représentation, Acevedo e Hijos attire l'attention de l'industriel colombien Gonzalo Mejía. Grâce à son aide financière, la compagnie réalisera un nouveau film en 1925, Bajo el cielo antioqueño (« Sous le ciel d'Antioquia »). La tragedia del silencio traverse ensuite les frontières et remporte également du succès au Panama et au Venezuela,.
Comme l'œuvre aborde le thème de la lèpre, certains commentateurs déclarent craindre que la Colombie soit mal vue hors du pays à cause de ce film. Ils pensent qu'il pourrait en découler une baisse du prix du café colombien à l'étranger. Ce film est l'un des premiers exemples qui montrent l'importance de l'image donnée de la Colombie à travers ses œuvres cinématographiques ; certaines personnes influentes au niveau des médias de masse proposent alors « que le cinéma colombien soit une vitrine qui montre le meilleur d'un pays conflictuel et superbe. »

## Analyse

### Thèmes abordés
La tragedia del silencio n'aborde ni le contexte politique, social, économique ou encore artistique, ni les différents aspects culturels tels que le mode de vie de la population colombienne. En effet, Arturo Acevedo, qui ne souhaite aucune polémique autour de son film, n'évoque pas la situation du pays et ne décrit pas l'esprit de son époque. L'histoire de ce long métrage tourne essentiellement autour du thème de « la tragédie d'un homme qui se débat entre la vie et la mort. » Bien que la supposée maladie du personnage central soit le fil conducteur du film, il existe d'autres lignes narratives qui suivent les différents protagonistes et leurs motivations. Ainsi, le mari doit faire face à son destin lorsqu'il apprend qu'il est atteint de la lèpre, ce qui l'oblige à se séparer de ses proches. Après avoir appris qu'il n'était finalement pas malade, il doit affronter un rival pour reconquérir le cœur de sa femme. Pour l'épouse, qui pense trouver du réconfort et une amitié sincère auprès de l'ami en ignorant les réelles intentions de celui-ci, la ligne narrative est également régie par le destin. Enfin, même si le destin a une influence sur l'ami, ce dernier saisit avant tout l'opportunité d'atteindre son bonheur à travers le malheur des autres.

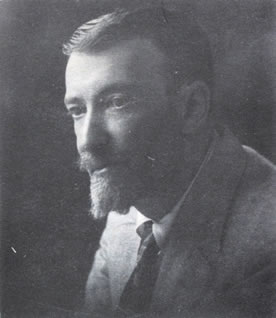
Arturo Acevedo Vallarino, en 1925.

Publiées dans le premier numéro de la revue Cine Colombia, plusieurs images extraites de La tragedia del silencio, mais dorénavant disparues, seraient des allégories allusives à la vie de Jésus, au mythe préhispanique chibcha de Bochica ou encore aux guerres civiles colombiennes. L'aspect religieux est également présent à travers le personnage du père Alberto qui ferait directement référence au père colombien Rafael Almansa, « Serviteur de Dieu » né et mort à Bogota. Arturo Acevedo Vallarino est d'ailleurs remercié dans un journal pour sa « belle propagande catholique ».

### Style du film
Essayant d'imiter les conventions du cinéma muet à ses débuts, la mise en scène du film est théâtrale et le jeu des acteurs est exagéré et artificiel. Du point de vue technique, le matériel utilisé par les Acevedo a ses limites : les scènes d'intérieur sont généralement sous-exposées et celles d'extérieur surexposées. La pellicule Kodak Ektachrome ne permet pas d'avoir une grande profondeur de champ, donnant une impression de plat, et nécessite un bon éclairage. Quant à la caméra Pathé, dont la définition n'est pas précise et le rendu est sombre, elle ne permet pas de mouvement de caméra qui puisse impulser du dynamisme à l'image. Au niveau du cadrage, les plans généraux sont les plus utilisés ; quelques plans moyens et un ou deux très gros plans sont réalisés.

## Conservation
En 1987, le film documentaire Más allá de La tragedia del silencio (littéralement « Au-delà de La Tragédie du silence »), d'une durée de 25 minutes, réalisé par Jorge Nieto, donne une vision globale du travail cinématographique réalisé par la famille Acevedo. S'il tire son nom du premier long métrage national, La tragedia del silencio, ce documentaire a cependant pour objectif de commémorer les cinquante ans du premier film sonore et parlant colombien, également réalisé par les Acevedo en 1937, Los primeros ensayos de cine parlante nacional. Pour cela, Nieto se sert d'images d'archives et de matériels préservés des archives historiques cinématographiques des Acevedo. L'intérêt porté par le réalisateur colombien à La tragedia del silencio va attirer l'attention sur la nécessité de classer et de cataloguer les bobines encore existantes.
La Fundación Patrimonio Fílmico Colombiano décide alors de conserver et de restaurer les premiers enregistrements de films colombiens en nitrate de cellulose, un matériau auto-inflammable très instable, et quelques films des débuts du cinéma national. Elle parvient ainsi à préserver dans ses archives un extrait de La tragedia del silencio d'une durée de 22 minutes et 45 secondes, dont la vitesse de défilement est de 18 images par seconde. Cet effort de restauration a permis à ce film, entre autres, d'être à nouveau accessible au public. En 2009, la Fundación Patrimonio Fílmico Colombiano lance également une collection de dix DVD incluant cette œuvre cinématographique d'Arturo Acevedo et de ses fils. Le 24 août de la même année, la version restaurée de La tragedia del silencio inaugure le VIIe festival de cinéma colombien de Medellín (en espagnol : Festival de Cine Colombiano Ciudad de Medellín), ce festival ayant pour but d'aborder différents thèmes du septième art colombien et de présenter les productions cinématographiques de ce cinéma national,.